# Monastyrok (Winnyzja)
Monastyrok (ukrainisch Монастирок; russisch Монастырёк Monastyrjok, polnisch Monastyrek) ist ein Dorf im Zentrum der ukrainischen Oblast Winnyzja mit etwa 250 Einwohnern (2001).

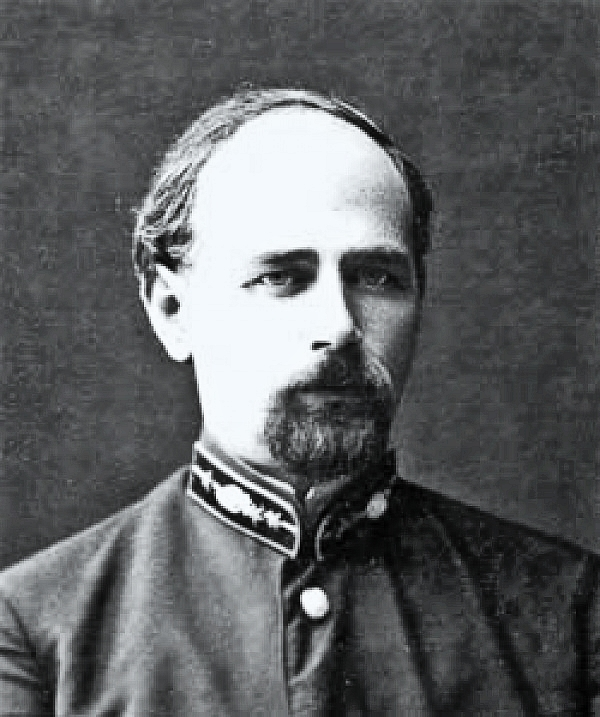
Sohn der Ortschaft: Mykola Leontowytsch

Der Vorort von Nemyriw liegt auf einer Höhe von 267 m an einem namenlosen Zufluss der 31 km langen Ustja (Устя), 6 km westlich vom ehemaligen Gemeindezentrum Podilske, 1 km südöstlich vom ehemaligen Rajonzentrum Nemyriw und 47 km südöstlich vom Oblastzentrum Winnyzja. Nördlich vom Dorf verläuft die Territorialstraße T–02–21.

## Söhne und Töchter der Ortschaft
- Mykola Leontowytsch (1877–1921), Chorleiter und Komponist. Der Schöpfer des Liedes Schtschedryk, das unter dem Titel Carol of the Bells vor allem im angloamerikanischen Raum zu den bekanntesten Weihnachtsliedern gehört, kam im damals im Ujesd Brazlaw des russischen Gouvernement Podolien gelegenen Dorf zur Welt.[2]

Am 12. Juni 2020 wurde das Dorf ein Teil der neugegründeten Stadtgemeinde Nemyriw, bis dahin war es zusammen mit den Dörfern Korowajna (Коровайна), Saschky (Сажки) und Selewynzi (Селевинці) die gleichnamige Landratsgemeinde Ratschky (Рачківська сільська рада/Ratschkiwska silska rada) im Norden des Rajons Nemyriw.
Am 17. Juli 2020 kam es im Zuge einer großen Rajonsreform zum Anschluss des Rajonsgebietes an den Rajon Winnyzja.